# Лебріха (Севілья)
Лебріха (ісп. Lebrija) — муніципалітет в Іспанії, у складі автономної спільноти Андалусія, у провінції Севілья. Населення — 26 783 особи (2010).
Муніципалітет розташований на відстані близько 440 км на південний захід від Мадрида, 55 км на південь від Севільї.

## Демографія
Динаміка населення (INE ):

## Галерея зображень

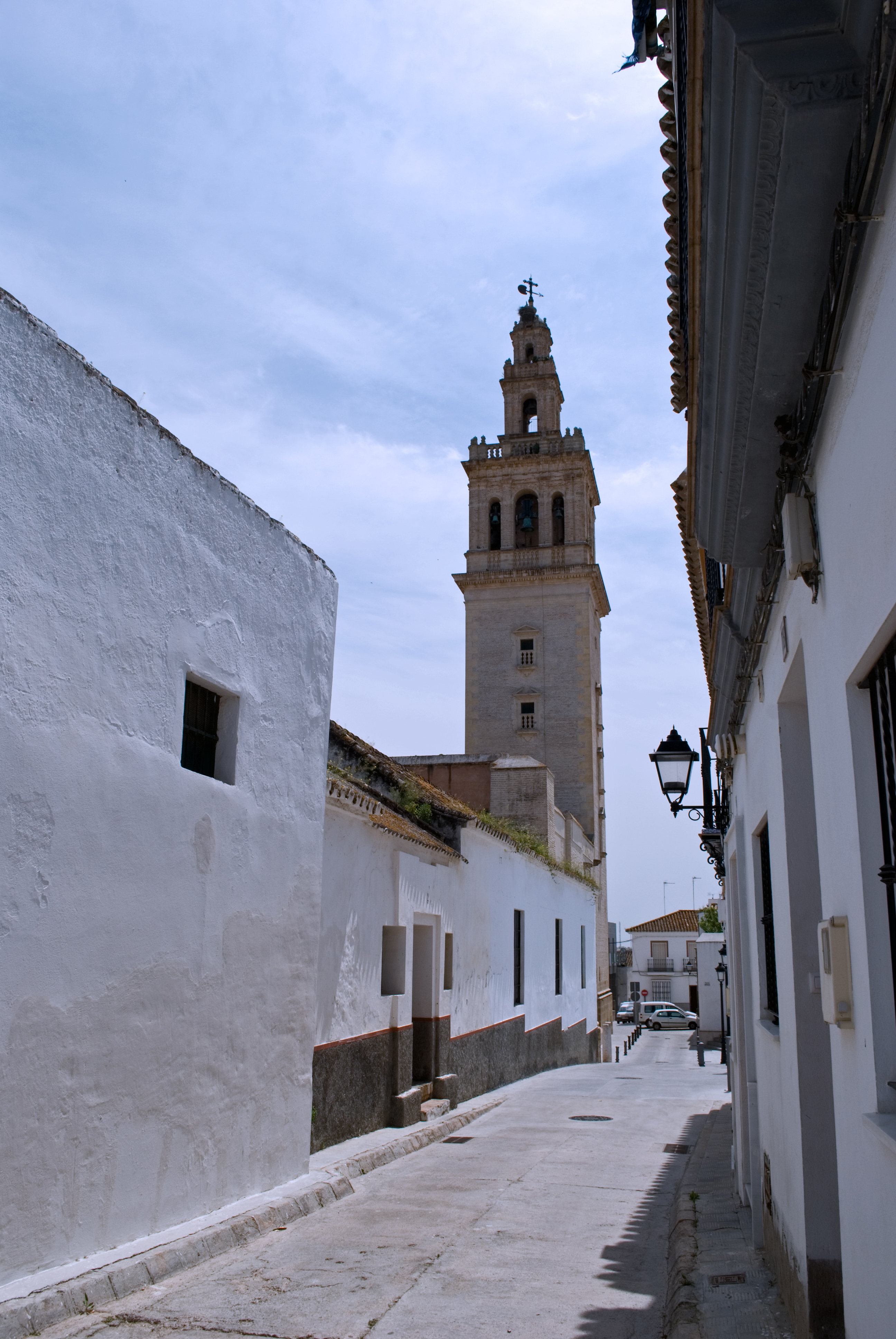
Типова вулиця у Лебрісі, на задньому плані - дзвіниця церкви Санта-Марія-де-ла-Оліва
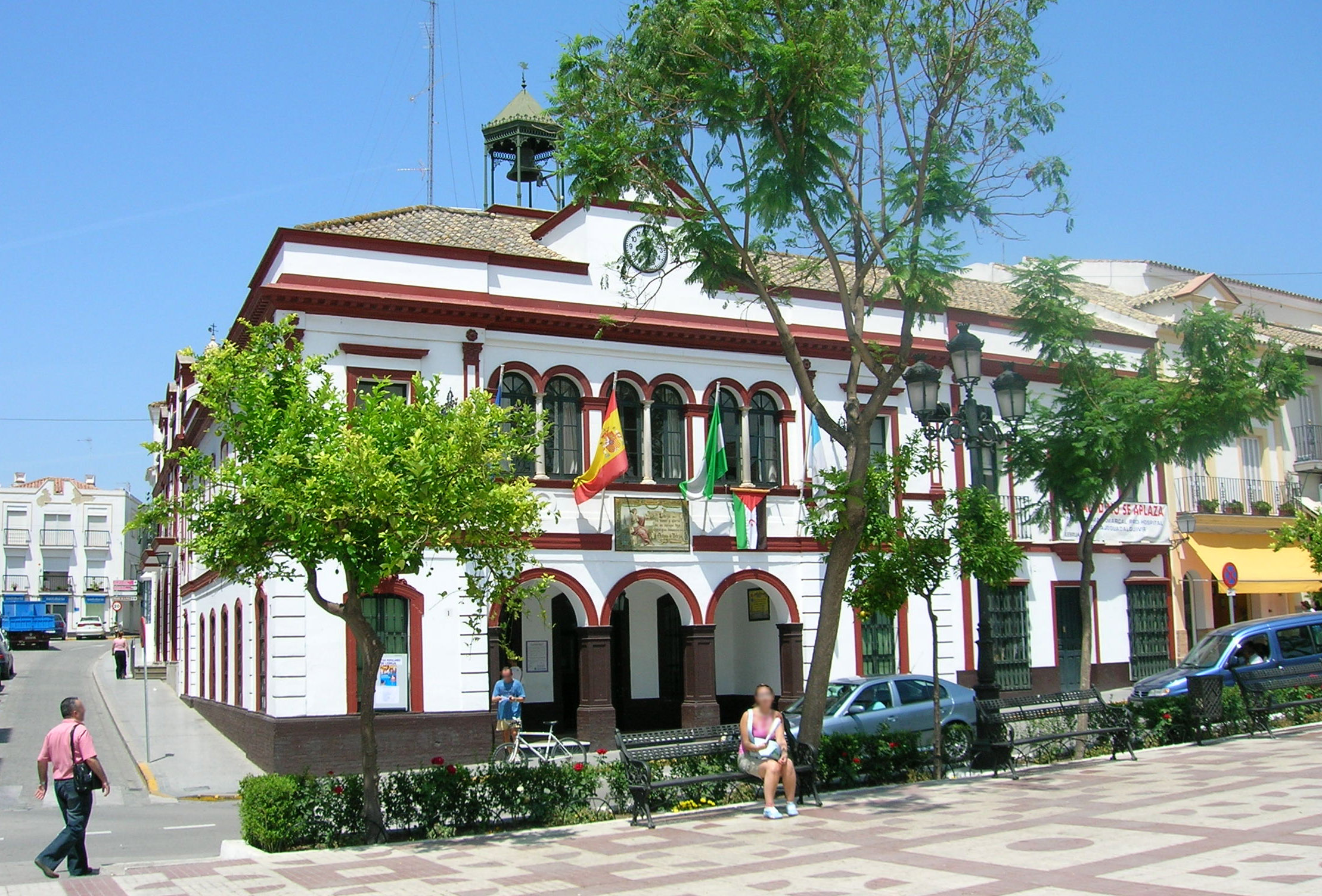
Муніципальна рада